# 孔夫子 (电影)
《孔夫子》是導演费穆在1940年拍的一部電影，拍摄于被日本軍围困时的上海孤岛，当时公映两次，之后下落不明，2001年香港電影資料館得到匿名人士捐贈找回電影底片。经过7年的修复，本片在2009年4月1日第33届香港国际电影节放映。

## 简介
片頭引言：「本片對於孔子的一生事蹟、學說和人格，愧不能表現萬一。倘有若干真實處，倒是觀眾自己的感情和印象之真實。」

## 演员
| - 唐槐秋 饰孔子 - 张翼 饰子路 - 司马英才饰颜回 - 裴冲 饰子贡 - 陈琦 饰 孔子之女 - 汤琦 饰伯魚 - 钱毅 饰子思 | - 李景波饰鲁定公 - 屠光启饰卫灵公 - 苗祝三饰齐景公 - 徐立饰阳货 - 葛鑫饰少正卯 - 田鈞饰季孙 | - 慕容婉儿饰南子 - 沈凌饰孔悝 - 姜声饰蒯聩 - 吴景平饰宋朝 - 傅继秋饰鲍国 - 殷铁弥饰黎鉏 - 田振东饰赵鞅 |